# 澄一道亮
澄一道亮（1608年—1691年），浙江省杭州府钱塘县人，明末清初渡日，长崎市兴福寺的主持。

## 生平
1608年（万历三十六年），澄一道亮出生在浙江省杭州府钱塘县。少年时期出家得度。1653年6月，澄一道亮坐船到日本长崎市兴福寺，师从逸然性融。1656年，逸然性融隐退，澄一道亮接任兴福寺主持。1663年，长崎市发生大火，堂塔伽蓝烧毁。1667年，澄一道亮主持重建大雄宝殿。1686年，澄一道亮让位给弟子悦峰道章，自己退居永福庵。1691年4月圆寂，享年84。